# Pidlisne (rejon czortkowski)
Pidlisne (ukr. Підлісне; do 1946 roku Dryszczów) – wieś na Ukrainie w obwodzie tarnopolskim, w rejonie czortkowskim. Leży nad rzeką Horożanka.
Do 2020 w rejonie monasterzyskim.

## Historia
Pierwsza pisemna wzmianka o miejscowości pochodzi z 1602.
W II Rzeczypospolitej miejscowość stanowiła początkowo samodzielną gminę jednostkową w powiecie podhajeckim, w województwie tarnopolskim. 1 sierpnia 1934 roku w ramach reformy na podstawie ustawy scaleniowej została włączona do zbiorowej gminy wiejskiej Horożanka.
W dniu 1 stycznia 1939 roku we wsi mieszkało 1420 osób, w tym: 1310 Ukraińców, 80 Polaków i 30 Żydów.

## Galeria

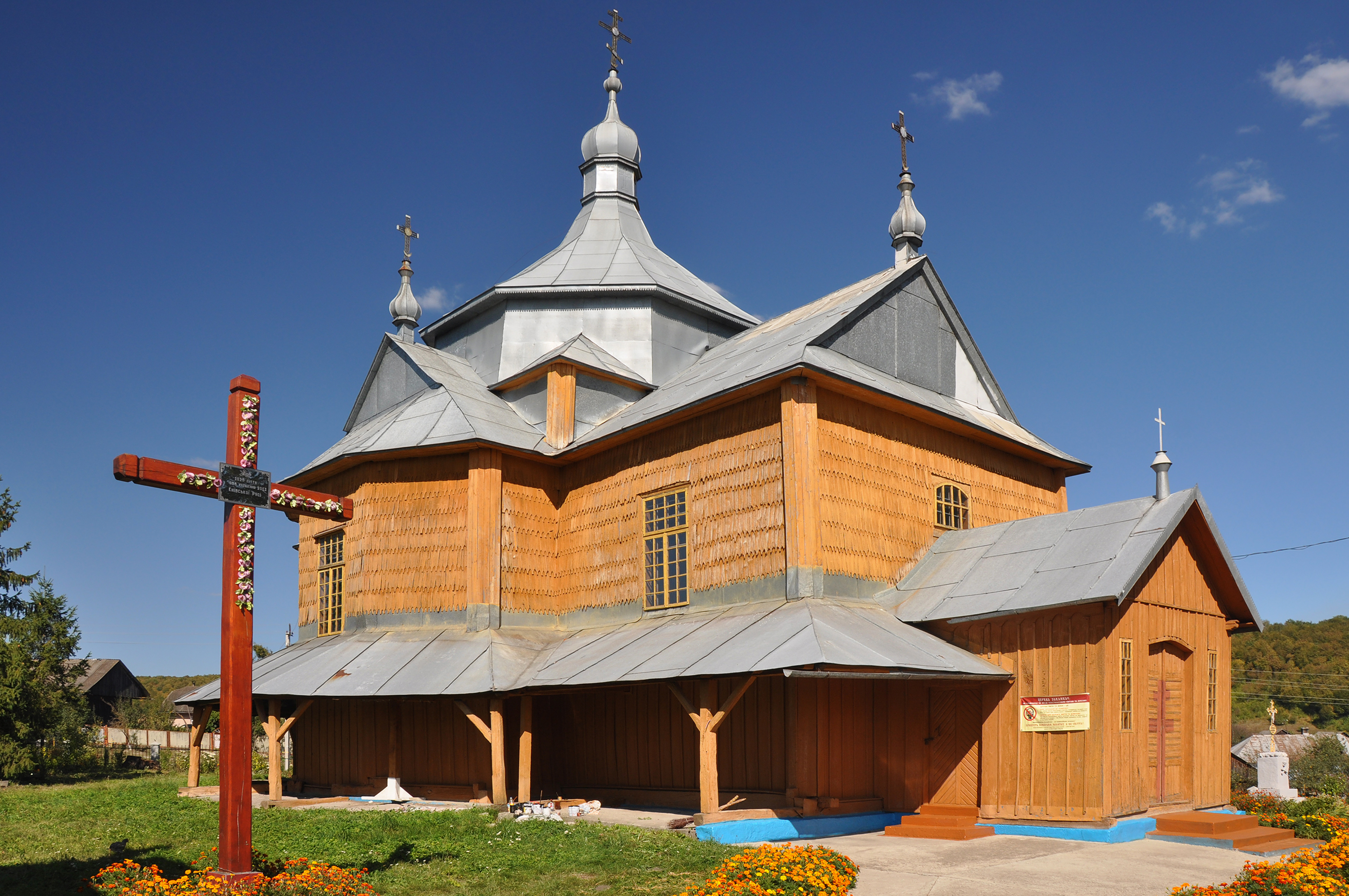
kościół św. Jana Ewangelisty z 1884
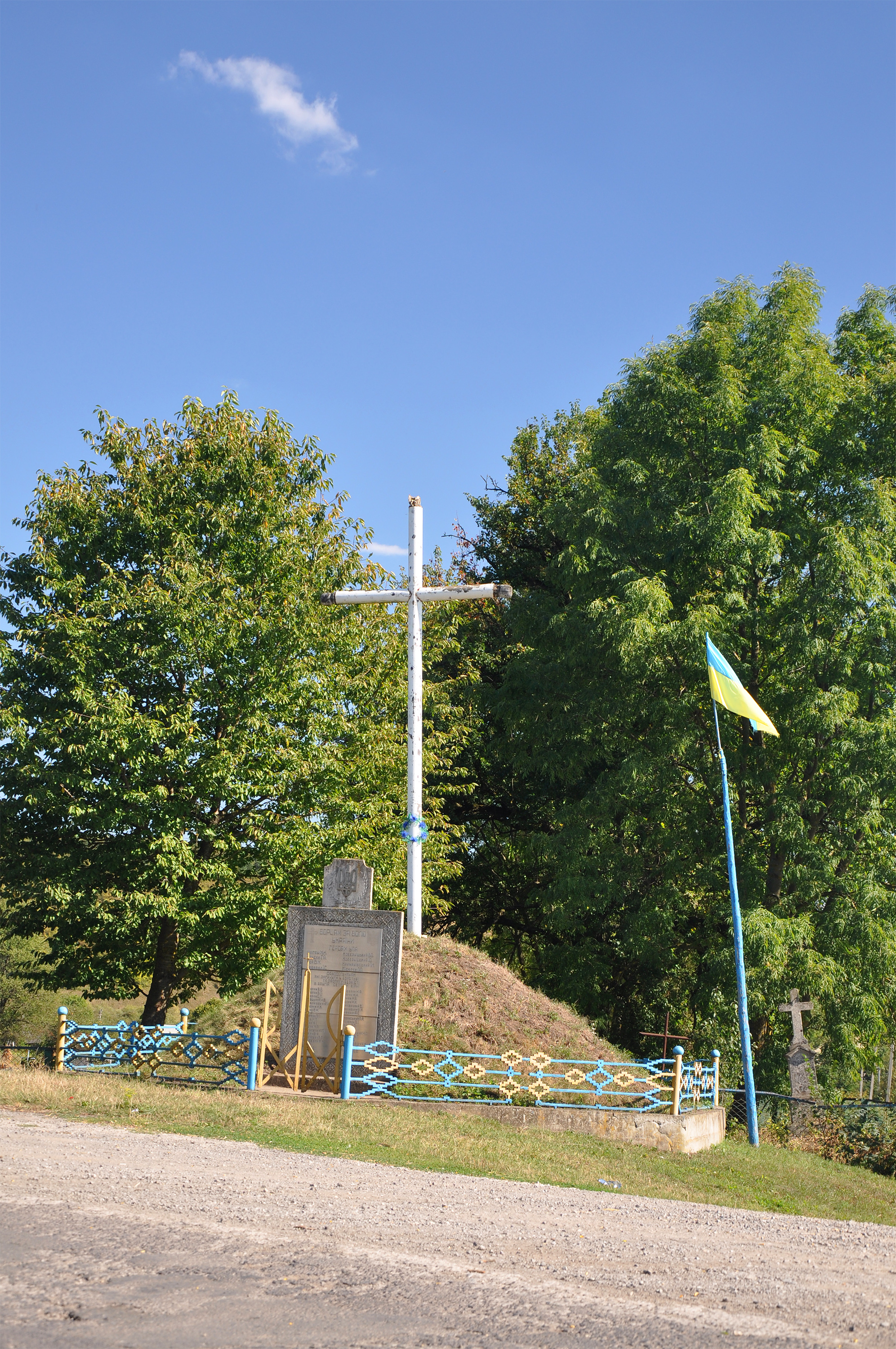
Zbiorowa mogiła członków Ukraińskiej Powstańczej Armii
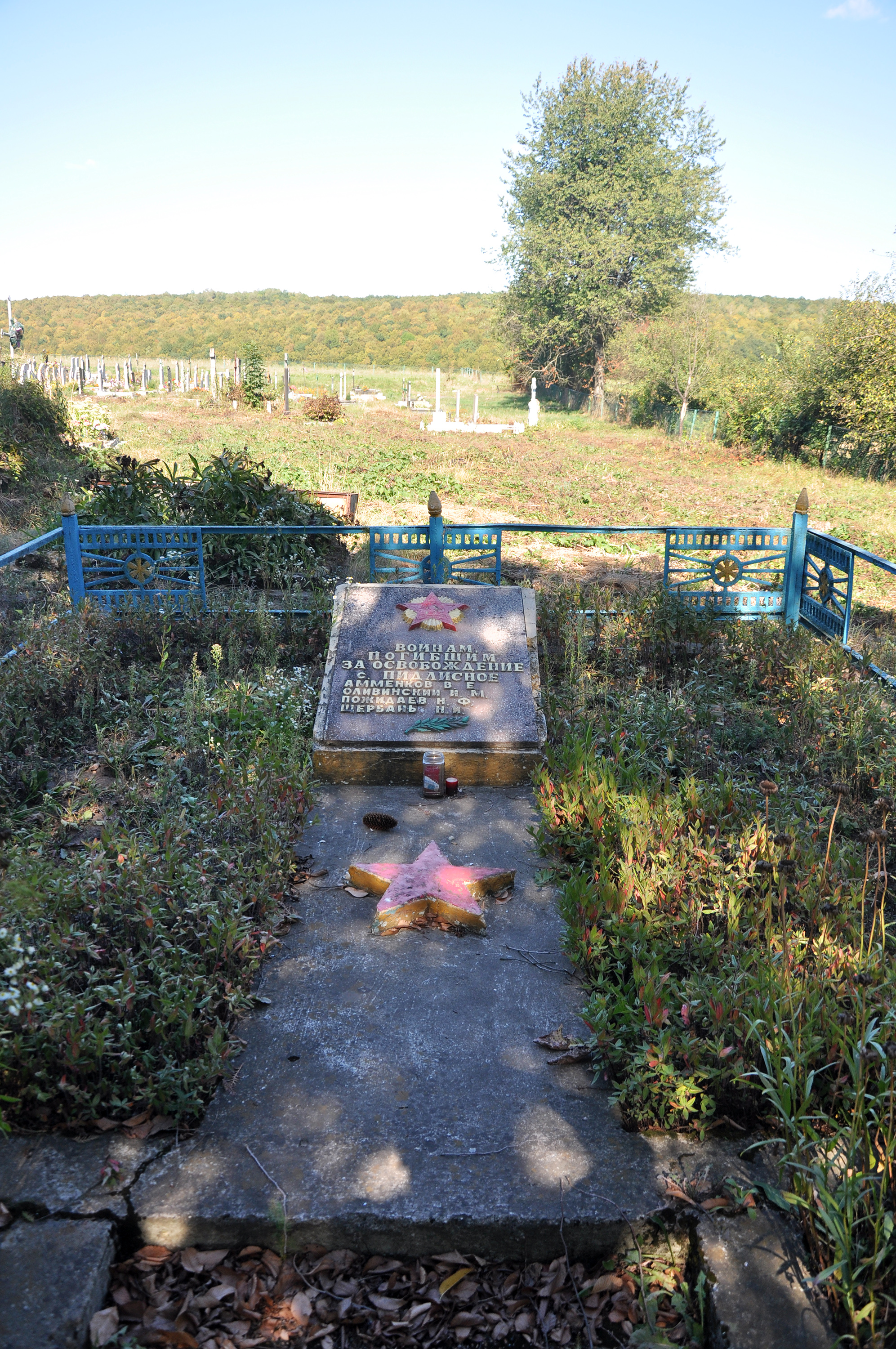
Grób żołnierzy radzieckich na cmentarzu